# Triumph Együttes
Triumph Együttes war ein im Jahr 1934 gegründetes ungarisches Jazz-Gesangsensemble, das bis 1941 existierte.

## Geschichte
Triumph Együttes bildete sich im Jahr 1934 in Budapest aus Mitgliedern der ehemaligen "Abels" bzw. "Five Songs". Als die Abels sich 1933 nach der Machtergreifung der Nationalsozialisten aufgrund der ungarisch-jüdischen Herkunft aller Sänger auflösen mussten, kehrten die Sänger von Berlin nach Ungarn zurück. Dort bildeten die Tenöre József Balassa und Jenő Vigh zusammen mit Imre Révész (Bass) ein Gesangstrio unter Leitung des Pianisten György Gerő (1907–1983).
Neben Auftritten in Operetten (Őnagysága nem hajlandó von Ferenc Földes, A romantikus asszony von Carlo de Fries) waren sie häufig im ungarischen Rundfunk zu hören, wo sie überwiegend moderne Schlager aus Operetten und Filmen vortrugen, und nahmen einige Grammophonplatten für die Firma Patria auf. Außerdem sind sie in dem ungarischen Film "Az okos Mama" aus dem Jahr 1935 zu hören. Die letzte Aufnahme der Gruppe war der Titel Ez a leg-leg-legszep nap (It`s a hap-hap-happy day aus dem Film Gullivers Reisen) aus dem Jahr 1941. Aufgrund der antijüdischen Gesetze in Ungarn wurden die Sänger hier nicht namentlich genannt.

## Aufnahmen
- Én és a kisöcsém, Patria MR 09 (mit Rosy Barsony) (YouTube)
- Van Budán, Patria MR 10
- Tisztelettel értesítem Önt, Patria MR 11
- Ha-Csa-Csak, Patria MR 24 (YouTube)
- Havi 200 Fix, Patria MR 69 (YouTube)
- Kereken Kimondom, Patria MR 69
- Ez a leg-leg-legszep nap (YouTube)
- Pesti lány (YouTube)